# Sinecure (Joseph von Westphalen)
Sinecure ist ein Gedicht von Joseph von Westphalen, das – angeblich von David Elphinstone stammend – 1989 von Joseph von Westphalen selbst übersetzt und üppig mit Kommentaren versehen herausgegeben wurde. Inhalt und Schicksal des Buches sind nicht alltäglich.

## Inhalt
Sinecure erschien 1989 im Münchner Verlag Renner als angeblicher „Band XII von David Elphinstone's Gesammelten Werken in kommentierten Einzelausgaben“. Auf knapp 240 Seiten findet der Leser vor: das 72-zeilige Gedicht (auf drei Seiten), dazu die Übersetzung, Kommentare, Materialien zur Entstehungsgeschichte (inklusive fotografische Facsimile), einen Editionsbericht und eine Bibliographie.

„Es scheint, als hätten sich von Jörg Drews bis Joachim Kaiser alle um Elphinstone bemüht, wobei angesichts des abgedruckten Gedichtes die Frage gestellt werden muß, ob solche Bemühungen nicht dem vielzitierten Löckchendrehen auf einer Glatze gleichen.“

Inspiriert wurde von Westphalen zu diesem Werk durch Vladimir Nabokovs Pale Fire (1962; deutsch Fahles Feuer, 1968). Er überbietet jedoch seine Vorlage, in der Kommentar und Text im Verhältnis 7 zu 1 stehen, durch das Verhältnis 79 zu 1.

## Titel
Wer eine Sinekure innehat, ist in „Amt und Würden“, ohne sich dafür anstrengen zu müssen. Dies kann David Elphinstone sicher nachgesagt werden, angesichts von nur 72 Zeilen Gedicht. Die Arbeit an dem Buch Sinecure machten die anderen, die es mit Anmerkungen, Kommentaren, Literaturangaben anreicherten.

## Nachleben
Sinecure war ein Ladenhüter, der sich praktisch überhaupt nicht verkaufte. Der Großteil der aufwendig gestalteten Auflage von 1989 (über 1200 Stück) wurde auf Kosten des Autors Westphalen zwei Jahrzehnte lang eingelagert und verbrannte dann durch einen Unglücksfall. Zum Zeitpunkt des Feuers waren die Lagerbestände aber bereits an den Kunstsammler und -mäzen Gerd Schäfer verkauft, der sie in seinem Gutshaus Landsdorf bei Tribsees (Mecklenburg-Vorpommern) als Kunstinstallation aufstellen wollte. Notgedrungen musste eine neue Auflage des Buchs gedruckt werden, als Entsorgungsdruck (wie Schäfer und Westphalen sie nennen), in einer billigen Taschenbuchversion.

„Aus diesen neu gedruckten Büchern hat Schäfer nun ein Denkmal des ungelesenen Buchs errichten lassen. Es besteht aus zwei Sperrholzregalen, in die Westphalens Bände fein säuberlich horizontal (sozusagen bäuchlings) geschichtet sind; ganz allmählich sollen die Regale sich leeren, wenn die Landsdorf-Besucher ihre Gedenkfibel in die Hand gedrückt bekommen.“

## Ausgaben
- Joseph von Westphalen (angeblich nur Herausgeber/Übersetzer): Sinecure (David Elphinstones Gesammelte Werke in kommentierten Einzelausgaben, Band XII)
  - Originalausgabe: Renner, München, 1989
  - Nachdruck (Entsorgungsdruck): Edition Landsdorf, 2008